# Abe Saperstein
Abraham M. „Abe“ Saperstein (* 4. Juli 1902 in London; † 15. März 1966 in Chicago) war ein US-amerikanischer Unternehmer und Manager der Harlem Globetrotters.

## Karriere
1927 übernahm Saperstein die Mannschaft der Savoy Big Five und formte aus ihnen die Globetrotters. In den 1930er und 1940er zählten die Globetrotters zu den besten Profiteams in den USA. Sie tourten durch die Städte der Ostküste und des Mittleren Westens, ohne einer Liga anzugehören.
Nach dem Krieg war die World Series of Basketball eine von den Globetrotters initiierte Tournee-Spiel-Serie gegen die College All-Stars.  Das waren ausgewählte herausragende College-Spieler, soeben graduiert und häufig All-Americans, die zunächst ein sogenanntes College All-Star-Game im Madison Square Garden spielten und deren beste All-Stars dann einen Monat mit den Globetrotters auf Tournee gingen. Diese World Series war sehr beliebt, da die NBA erst Mitte der 50er Jahre einen TV-Vertrag abschließen konnte und – mit zwei einmaligen Ausnahmen im Jahre 1949 – erst 1960 und 1962 mit den Lakers und den Warriors den Mississippi überqueren sollte. Diese Tourneen waren für viele Fans die einzige Möglichkeit, hochklassigen Basketball zu sehen. Bob Cousy und Paul Arizin waren bspw. unter den Spielern der College All-Stars, Clair Bee und Hank Iba unter ihren Coaches. Das Trick-Spiel geriet im Rahmen dieser Serie zwischen 1950 und 1962 in den Hintergrund, denn die Spiele gingen allesamt sehr knapp aus. Die Globetrotters gewannen 144—66 Spiele. Vereinzelt vermissten Fans aber auch jene Unterhaltung, die sie von einem Globetrotters-Spiel erwarteten. Als durch Terminverlegungen wegen der Panamerikanischen und der Olympischen Spiele 1959 und 1960 das Interesse an der Serie spürbar abnahm, verlegte sich die Organisation nach ihrem Ende auf das reine Entertainment.
Saperstein gründete 1961 mit der American Basketball League hingegen eine Konkurrenzliga zur NBA, nachdem die Minneapolis Lakers nach Los Angeles umsiedelten und Saperstein dort somit nicht, wie von ihm erhofft, ein eigenes NBA-Team gründen konnte. Die Liga bestand nur bis 1963.
Für seine Verdienste um den Basketball wurde Saperstein 1971 in die Naismith Memorial Basketball Hall of Fame aufgenommen sowie 1979 in die Ruhmeshalle jüdischer Sportgrößen.